# وولکر فریشکه
وولکر فریشکه (به انگلیسی: Volker Frischke) (زادهٔ ۱۹۴۴) شناگر اهل آلمان است.